# Berg (Norwegen)
Berg ist eine ehemalige Kommune in der Provinz (Fylke) Troms in Nordnorwegen. Sie ging im Rahmen der Kommunalreform in Norwegen am 1. Januar 2020 in die neu geschaffene Kommune Senja über, die sich neben Berg aus den weiteren ehemaligen Gemeinden Lenvik, Torsken und Tranøy zusammensetzt.
Berg liegt an der Westseite der Insel Senja im Nordatlantik und umfasst die Küstensiedlungen Hamn, Finnsæter, Straumsbotn, Bergsbotn, Skaland, Bøvær, Steinfjord, Ersfjord, Senjahopen und Mefjordvær, die durch eine Küstenringstraße miteinander verbunden sind. Hauptort und Verwaltungssitz war Skaland. Berg grenzte im Südosten an die Gemeinde Torsken, im Süden an Tranøy und im Osten an Lenvik.
Die Kommune Berg war der erste Ort der Welt mit elektrischer Straßenbeleuchtung. 1961 wurde die lutherische Kirchengemeinde Berg und Torsken die erste Norwegens, die von einer Pfarrerin geleitet wurde.
Wie die meisten Kommunen Nordnorwegens hatte Berg in den letzten Jahren ihres Bestehens einen beträchtlichen Bevölkerungsrückgang zu verzeichnen.